# Hyposidra janiaria
Hyposidra janiaria är en fjärilsart som beskrevs av Achille Guenée 1858. Hyposidra janiaria ingår i släktet Hyposidra och familjen mätare. Inga underarter finns listade i Catalogue of Life.